# آتش زدن صومعه‌های اسپانیا در سال ۱۹۳۱ میلادی

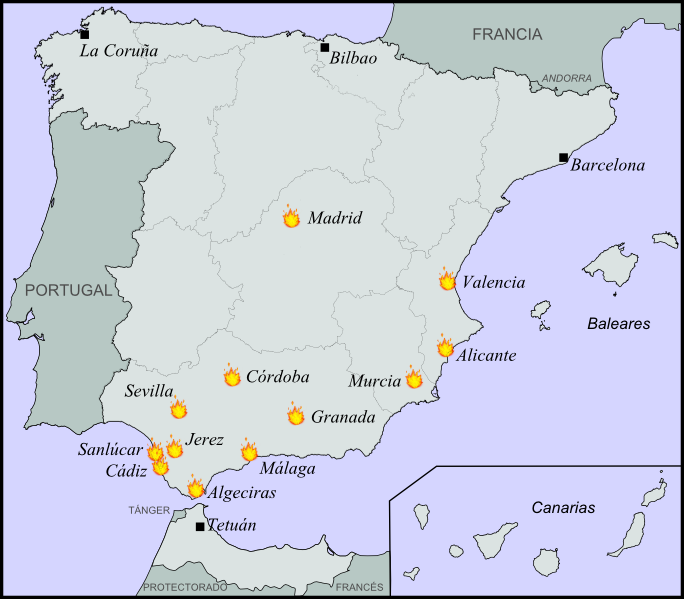
محل آتش‌سوزی‌ها

طی روزهای ۱۰ تا ۱۳ مه سال ۱۹۳۱ میلادی بیش از صد صومعه و عبادتگاه مذهبی کاتولیک‌ها در اسپانیا توسط نیروهای ضدمذهبی مانند آنارشیست‌ها و چپ‌های تندرو به آتش کشیده شد.
در روز ۱۰ مه گروهی از پادشاهی‌خواهان اسپانیا نسخه‌ای از سرود ملی اسپانیا را در خانه‌ای در خیابان کالا د آلکالا پخش می‌کردند که یکی از پنجره‌های آن باز بود. در همین هنگام گروه بزرگی از مردم در حال بازگشت از پارک بوئن رتیرو، مادرید بودند که متوجه صدای این آهنگ شدند و جمعیت خشمگین اقدام به کاتولیسیزم‌ستیزی و کلیساسوزی نمودند که به زودی در سرتاسر اسپانیا پخش شد. با وجودی که بعضی از اعضای جمهوری تازه تأسیس اسپانیا قصد داشتند تا جلوی این خشونت‌ها را بگیرند گروهی دیگر از اعضا دولت مانع آن‌ها شدند. طبق یک روایت مشهور نخست‌وزیر اسپانیا مانوئل آزانیا در برابر کسانی که خواستار دخالت دولت برای توقف چپ‌ها بودند گفته بود: «تمام صومعه‌های اسپانیا به اندازه جان یک جمهوری‌خواه ارزش ندارد».
در این آتش‌سوزی‌ها میراث فرهنگی بسیاری مانند یک کپی از نقاشی مارکو مارولیچ که زمانی متعلق به فرانسیسکو خاویر بود و ۸۰ هزار جلد کتاب از دوران اینکانوبولا از میان رفتند.